# Luna (Radio)
Luna (früher auch Luna Pop) ist ein Schweizer Musiksender der Energy Broadcast AG, welche auch Energy Zürich betreibt. Der Sender spielt rund um die Uhr ein Musikprogramm mit den beliebtesten Pop-Songs aus den letzten drei Jahrzehnten. Dazu liefert das Radio auch die aktuellsten Songs von heute.

## Geschichte & Zahlen
Der Sender ging im Dezember 2016 zusammen mit vier weiteren neuen Radiosendern auf Sendung (Vintage Radio, Rockit Radio, Radio Del Mar und Classix Radio). Anders als die vier weiteren Musiksender war Luna erst ab Januar 2017 auf DAB+ erreichbar.
Im 2. Semester 2019 hörten gemäss Mediapulse-Daten täglich rund 17'720 Hörerinnen und Hörer das Musikprogramm. Die durchschnittliche Hördauer betrug rund 30 Minuten. Ein Blick auf die Zahlen zeigt einen leichten Hörerrückgang über die vergangenen gemessenen Semester (je rund minus 200–300 Hörende/Semester).

## Empfang
Der Sender war bis Februar 2020 über DAB+ in der gesamten Deutschschweiz empfangbar. Die Abschaltung erfolgte zugunsten des neuen Formats Schlager Radio.
Seither konnte der Sender nur mehr via Webseite und eigener App (für Android und iOS) gestreamt werden und ging später in den Web-Channels von Energy Zürich auf.

## Weitere Sender
Die Energy Broadcast AG betreibt weiterhin die Musiksender Schlager Radio, Energy Hits, Rockit Radio und Vintage Radio auf DAB+. Alle Sender zusammen erreichen in der Deutschschweiz täglich fast 206'000 Hörerinnen und Hörer (Mediapulse-Daten 2. Semester 2019, Montag – Sonntag).